# Thierry Van Hasselt
Pour les articles homonymes, voir Van Hasselt.
Thierry Van Hasselt, né le 30 novembre 1969 à Ixelles (province de Brabant), est un éditeur, scénographe, installateur, auteur de bande dessinée et plasticien belge contemporain. Il est fondateur de la maison d’édition Frémok.

## Biographie
Thierry Van Hasselt naît le 30 novembre 1969 à Ixelles, une commune bruxelloise,. Il est un membre fondateur du Frémok, maison d’édition franco-belge spécialisée dans la littérature graphique.
Il admire Jérôme Bosch, Francis Bacon et Pierre Bonnard et en bande dessinée Mœbius, Gotlib, Hermann et en particulier Lorenzo Mattotti et Alex Barbier.
Il étudie la bande dessinée à l'Institut Saint-Luc à Bruxelles. Il y rencontre Olivier Deprez avec qui il crée la maison d’édition Fréon en 1994. Cette maison d’édition est ensuite devenue Frémok en s’associant avec les éditions Amok. Thierry Van Hasselt l'utilise pour publier ses œuvres ainsi que celles d'autres artistes. 
En 1999, il participe au projet Terre-Neuve de l’association Recyclart dont le but premier est de transformer la rupture urbaine provoquée par la jonction Nord-Midi avec les deuxième et treizième panneaux d'une superficie d'environ 16 m2. En 2000, Van Hasselt sort sa première œuvre nommée Gloria Lopez. En 2003, il publie Brutalis qui sera suivi 5 ans après par sa version animée Heureux Alright. En septembre 2008, il publie Les Images volées. Il publie également Match de catch à Vielsalm d'après un projet d’Anne-Françoise Rouche, en collaboration avec Richard Bawin aux éditions FRMK en 2009. De 2010 à 2012, il participe au collectif Aktion mix comics commando (6 numéros) chez le même éditeur. Puis en 2015, il contribue à Knock Outsider, Vers un troisième langage (RMK-Centre La « S ») et Vivre à Frandisco en collaboration de Marcel Schmitz (FRMK, 2016). Ce livre participe à la sélection officielle du Festival d'Angoulême 2017 et pour lequel il reçoit le prix de la Fédération Wallonie-Bruxelles, prix Atomium 2017.
En avril 2020, le célèbre quotidien belge Le Soir invite 27 auteurs belges de bande dessinée à s’exprimer librement sur le thème de la résistance positive au confinement dont Thierry Van Hasselt, Laurent Durieux, François Schuiten, Jannin et Liberski, Bernard Yslaire, Dany, Philippe Francq, Johan De Moor, Janry, Éric Lambé, Olivier Grenson, François Deflandre, Serge Dehaes, Marianne Duvivier, Michel Kichka, André Taymans, Didier Alcante, Mathieu Burniat, Jacques Louis et Barly Baruti. En 2023, il est récipiendaire du premier prix Formula Bula pour La Véritable Histoire de Saint-Nicolas.
Thierry Van Hasselt enseigne à l'Esa Saint-Luc Bruxelles.

## Parentèle
Il est le petit-fils de Robert Schuiten et le neveu de François Schuiten.

## Œuvre

### Gloria Lopez(2000)
Réalisée en cinq ans et composée de 200 pages, elle a été publiée par la maison d’édition Fréon,. 

### Brutalis(2003)
Cette bande dessinée est le résultat de sa collaboration avec la chorégraphe Karine Ponties.

### Heureux Alright(2008)
Ce film d’animation est né de la collaboration de Thierry Van Hasselt et de Karine Ponties dans le cadre du projet chorégraphique Holeulone, avec la participation de la poète canadienne Mylène Lauzon.

### Les Images volées(2008)
Née, au départ, dans la revue Frigobox, il dessine les premières planches de cette BD alors qu’il sort de Saint-Luc en 1991. Par la suite, il travaille sur celle-ci de manière épisodique.

### Romans graphiques
- Les Images volées[18], Frémok, coll. « Amphigouri », Bruxelles, septembre 2008
Scénario : Mylène Lauzon - Dessin : Thierry Van Hasselt - Couleurs : bichromie -  (ISBN 978-2-350-65028-9)
- Vivre à FranDisco[19],[20], Frémok, Bruxelles, 22 avril 2016
Scénario : Marcel Schmitz - Dessin : Thierry Van Hasselt - Couleurs : noir et blanc -  (ISBN 978-2-930204-96-3)
- La Véritable Histoire de Saint-Nicolas[21],[22], Frémok, Bruxelles, 14 septembre 2023
Scénario, dessin et couleurs : Thierry Van Hasselt -  (ISBN 978-2-390-22040-4)

### Artbooks
- Bruxelles - 20 ans / 20 auteurs[23], Pierre Dejemeppe, Bruxelles, septembre 1999
Scénario : Thierry Bellefroid - Dessin : collectif - Couleurs : quadrichromieÉdité à l'occasion des 20 ans de la Région Bruxelles-Capitale avec François Avril, Philippe Berthet, Émile Bravo, Renaud Collin, Nicolas de Crécy, Johan De Moor, André Geerts, Dominique Goblet, Sacha Goerg, Jean-Claude Götting, André Juillard, Régis Lejonc, Jacques de Loustal, Cédric Manche, Vincent Mathy, David Merveille, Ever Meulen, François Schuiten, Thierry Van Hasselt et Bernard Hislaire. Format à l'italienne.

### Expositions

#### Expositions individuelles
- Gloria Lopez[7], Librairie Ziggourat, Bruxelles, 2000.

#### Expositions collectives
- Regards croisés de la bande dessinée belge, Musées royaux des Beaux-Arts de Belgique, Bruxelles, du 27 mars au 30 juin 2009[24],[25] ;
- Génération spontanée[26] :

1. Espace Franquin, Angoulême du 27 au 30 janvier 2011 ;
2. Centre Wallonie-Bruxelles de Paris, juin-août 2011[27] ;
3. Centre culturel du Forum de Meyrin, Genève, Suisse, octobre-décembre 2012[28].

#### Livres
- Jacques Fiérain, « Van Hasselt, Thierry », dans La BD à Bruxelles et en Brabant, Charleroi, Éd. l'Âge d'or, avril 2003, 144 p., ill. ; 31 cm (ISBN 9782960119664 et 2960119665, OCLC 470388171, présentation en ligne), p. 136. .
- Le 9e Rêve no 6, Bruxelles, Institut Saint-Luc de Bruxelles, École de recherche graphique, 2006, 144 p. (présentation en ligne), p. 42, 77.
- Thierry Bellefroid et Jean-Marie Derscheid, « Thierry Van Hasselt Dessinateur - Scénariste », dans 77 auteurs de bande dessinée en Wallonie et à Bruxelles, Bruxelles, Wallonie-Bruxelles International, 2017, 128 p. (ISBN 2-930071-83-4, lire en ligne), p. 102-104.
- Vincent Bernière, « Thierry Van Hasselt : Gloria Lopez », dans Les 100 plus belles planches de la BD érotique, Beaux-Arts éditions, 2015 (ISBN 979-1020402011), p. 90-91.

#### Périodiques
- Romain Brethes, « Thierry Van Hasselt », Beaux Arts Magazine, hors-série : Qu'est-ce que la BD aujourd'hui ?,‎ 2002, p. 134-135 (ISSN 0757-2271).
- Thierry Van Hasselt (interviewé par Cathia Engelbach), « Thierry Van Hasselt sur les pas du Bon Saint Nicolas », Les Arts dessinés, no 26,‎ avril-juin 2024.

#### Articles
- Thierry Van Hasselt (interviewé par Didier Pasamonik), « Interviews : Thierry Van Hasselt : « C’est un livre qui vient d’une colère profonde » [Podcast] », ActuaBD,‎ 13 octobre 2023 (lire en ligne, consulté le 16 octobre 2023).
- Thierry Van Hasselt (interviewé par Lucie Servin), « Bande dessinée : Thierry Van Hasselt : « Avec mon saint Nicolas, je voulais parasiter la fête » », L'Humanité,‎ 21 décembre 2023 (lire en ligne, consulté le 26 octobre 2024).
- Fréon selon du9

### Podcasts
- Dans ma bulle #293 - rencontre avec Thierry Van Hasselt pour La véritable histoire de Saint-Nicolas. sur avoir-alire.com (17 min 16 s), 4 octobre 2023.

### Vidéographie
- Texte - images sur Sonuma, Hergé, François Schuiten, Benoît Peeters, Claude Renard, Alain Goffin, Antonio Cossu, Philippe Foerster, Gérard Goffaux, Éric Poelaert, Louis Joos, Blaise Dehon, Thierry Van Hasselt, Didier Platteau, Pierre Pourbaix, Nicolas Vadot, Denis et Olivier Deprez (Intervenants), En toutes lettres - Texte - images, film de Guy Lejeune (scénario) et Miguel Rivière (interviews), diffusé sur la RTBF le 12 novembre 1994 (54 min 6 s).
- [vidéo] « LCR - Thierry Van Hasselt », sur YouTube, émission de télévision présentée par David Courier diffusée sur BX1 le 28 septembre 2023.